# سعد حلاوة
سعد إدريس حلاوة (المعتوه) (1947- 1980) مزارع من محافظة القليوبية أول من مات رفضا للتطبيع بين مصر وإسرائيل في فبراير عام 1980؛ حيث شغلت قصة حلاوة العالم في تلك الفترة التي مضى فيها الرئيس السادات في تنفيذ مخطط التطبيع مع إسرائيل بالرغم من الرفض الشامل لهذه الخطوة من كافة التيارات السياسية بمختلف توجهاتها.

## حياته
وترجع قصة حلاوة المولود في 2 مارس 1947 في أسرة ريفية متوسطة اقتصاديا، تمتلك عدة أفدنة زراعية بقرية «أجهور الكبرى» التي تبعد نحو 30 كم عن العاصمة القاهرة. وهو أخ لخمسة أشقاء وشقيقة واحدة جميعهم تلقوا تعليمًا عاليًا وتولوا وظائف حكومية باستثناء سعد الذي اكتفى بالمرحلة الثانوية واتجه إلى مساعدة والده في زراعة الأرض.

## سعد حلاوة والسفير الإسرائيلي
في يوم الثلاثاء 26 فبراير 1980 وهو اليوم المحدد لاستقبال السادات للسفير الإسرائيلي الياهو بن اليسار لتقديم اوراق اعتماده كاول سفير إسرائيلي قي مصر بعد معاهده كامب ديفيد
فقرر سعد حلاوة التعبير عن رفضه لخطوة السادات باستقبال السفير الصهيوني وقام باحتجاز اثنين من موظفي الوحدة المحلية للمطالبة بطرد السفير الإسرائيلي
وقد قام أحد القناصة بقتله

## رثاء نزار قباني
قام الشاعر نزار قباني برثاء الشهيد سعد حلاوة بقصيده تحمل عنوان صديقي المجنون سعد حلاوة
يقول نزار قباني:
مجنون واحد فقط خرج من هذه الأمة العربية الكبيرة العقل المتنحسة الجلد الباردة الدم، العاطلة عن العمل.. فأستحق العلامة الكاملة.. في حين أخذنا كلنا صفرا.. مجنون واحد تفوق علينا جميعا وأستحق مرتبة الشرف في ممارسة الثورة التطبيقية في حين بقينا نحن في نطاق التجريد والتنظير.. هذا المجنون العظيم اسمه سعد إدريس حلاوة.. وعلاماته الفارقة مجنون.. حسب آخر تخطيط دماغ أجرى له في مستشفى أنور السادات للأمراض العصبية أما بالنسبة لنا؟ نحن أهل الجنون فإن سعد إدريس حلاوة. كان مصريا مثقفا، ومتوازناً، وهادئ الطباع، نال شهادة البكالوريوس في الهندسة الزراعية وربط قدره بتراب مصر، وبالنسبة لتاريخ المقاومة المصرية فإن سعد إدريس حلاوة هو أول مجنون عربي لم يحتمل رأسه رؤية السفير الإسرائيلي يركب عربة تجرها الخيول إلى قصر عابدين في القاهرة ويقدم أوراق اعتماده إلى رئيس جمهورية مصر. فأخد مدفعا رشاشاً وأتجه إلى قاعة المجلس البلدى في قرية أجهور في محافظة القليوبية وأحتجز سبعة رهائن مطالباً من خلال مكبر الصوت الذي حمله معه بطرد السفير الإسرائيلي لقاء الإفراج عن رهائنه، هذا هو مجنون مصر أو مجنون الورد.. التي تناقلت وكالات الأنباء قصته باهتمام كبير في حين قرأ العرب قصته كما يقرأون قبل النوم قصة مجنون ليلى.. وأنا شخصيا ـ وأنا أيضا ـ أحب المجانين واعتبر نفسى عضوا طبيعيًا في حركتهم واعتبرهم أشجع وأصدق حزب سياسى يمكن أن ينضم إليه الإنسان العربي.. سعد حلاوة كان الأصدق والأصفى والأنقى فهو لم يقتنع بأسلوب المقاومة العربية وبيانات جبهة الصمود والتحدى.. فقرر أن يتصدى على طريقته الخاصة ويخترع مقاومته، إذا كان سعد حلاوة مجنونا فيجب أن نستحى من عقولنا وإذا كان متخلفا عقليا فيجب أن نشك في ذكائنا.. هو قاوم افتتاح السفارة الإسرائيلية في القاهرة على طريقته الخاصة فقاتل وقتل.. في حين نحن لم نقاتل ولم نقتل.. كل ما فعلناه أننا حملنا ميكروفناتنا.. وبدأنا البث المباشر.. أذعنا أسطوانة أخى جاوز الظالمون المدى وبكينا.. وأستبكينا وفرطنا كل دواوين شعراء الأرض المحتلة.. ورقة ورقة.. هددنا برفع مليون علم فلسطيني لقاء رفع علم إسرائيلي واحد.. أخرجنا من المخازن لافتات نحتفظ بها من أيام وعد بلفور.. ومشينا في مسيرات أشترك فيها كل الأموات الذين عاصروا الحاج أمين الحسينى وفوزى القاوقجى وأخرجنا من أرشيف الإذاعة كل المونولوجات والطقاطيق والاستكشات السياسية التي نخزنها قي مؤنة البيت وكل الخطابات الحماسية أبتداء من خطابات ميرايور وروبسير والحجاج بن يوسف الثقافى.. إلى خطابات أدولف هتلر من إذاعة برلين.. وعندما دخل السفير الإسرائيلي ألياهو بن اليسار إلى قاعة العرش وقدم أوراق اعتماده سفيرا فوق العادة ومطلق الصلاحية إلى الملك محمد أنور بن فاروق بن فؤاد بن السادات توقفنا عن إذاعة القرآن الكريم ونصبنا الصلوات وبدأنا نستقبل المعزين.. سعد إدريس حلاوة هو مجنون مصر الجميل الذي كان أجمل منا جميعا وأجمل ما به أنه أطلق الرصاص على العقل العربي الذي يقف في بلكونة اللامبالاة في يوم 26 فبراير 1980 ويتفرج على موكب السفير.. ولكن العقل العربي لا يصاب.. فهو عقل مصفح ضد الرصاص وضد المعارضة وضد الاحتجاج وضد النابالم وضد القنابل المسيلة للدموع.. العقل العربي عقل متفرج واستعراضى وكرنفالى لذلك كان لابد من ولادة مجنون يطلق الرصاص على اللاعبين والمتفرجين جميعا في مسرح السياسة العربية.. ومن هنا أهمية سعد حلاوة فقد أرسله القدر ليقول جملة واحدة فقط ويموت بعدها: هذه ليست مصر.. هذه ليست مصر.. والقصة انتهت كما تنتهى قصص كل المجانين الذين يفكرون أكثر من اللازم ويعزبهم ضميرهم أكثر من اللازم.. أطلقوا النار على مجنون الورد حتى لا ينتقل جنونه إلى الآخرين.. فالجنون يتكلم لغة غير لغة النظام لذلك يقتله النظام..
من هو سعد حلاوة؟
جمجمة مصرية كانت بحجم الكبرياء وحجم الكرة الأرضية.. أنه خنجر سليمان الحلبى المسافر في رئتى الجنرال كليبر..
هو كلام مصر الممنوعة من الكلام..
وصحافة مصر التي لا تصدر
وكتاب مصر الذين لا يكتبون
وطلاب مصر الذين لا يتظاهرون
ودموع مصر الممنوعة من الانحدار وأحزانها الممنوعة من الانفجار
سعد حلاوة.. حسب النشرة الطبية الصادرة عن مستشفى القصر العينى في القاهرة رجل متخلف عقليا.. أي متخلف عن اللحاق بحركة التطبيع ومفاوضات الحكم الذاتى واتفاقيات كامب ديفيد وما يعتبره في علم الطب تخلفا قد يعتبر في علم السياسة تقدما وما يعتبره أنور السادات غباء أو رذالة أو قرفا يعتبره الفكر العربي ذكاءً وفكراً لقاحاً.. وهذه هي مشكلة سعد حلاوة فهو عندما حاصر المجلس البلدى في أجهور لم يحاصر مبنى بقدر ما حاصر اتجاها ومخططاً وعندما أطلق النار على قوى الأمن التي هاجمته لم يكن في نيته أن يقتل شخصاً بعينه.. إنما كانت نيته أن يقتل فكرة أو على وجه التحديد فكرة مصر الإسرائيلية.. إن سعد حلاوة لا يمثل بحركته انطفاء الذاكرة المصرية بقدر ما يمثل توهجها وأشتعالها لا يمثل غياب ضمير مصر بقدر حضوره على أكمل ما يكون الحضور وسعد حلاوة يمثل بحركته العضوية انتصار مستشفى العباسية للأمراض العقلية على مستشفى قصر عابدين.. أبتداء من الباش دكتور إلى التمرجى الصغير.. إن حلاوة سعد حلاوة أنستنا مرارة ألياهو بن اليسار ورشاش بورسعيد الذي أستعمله في معركته.. فكرنا بأشرف المعارك وأشرف الرجال.. ربما كانت القاهرة تبدو للناظرين سماء الصفيح الأزرق وربما كان نيلها يرقد تحت شمس الشتاء كتمساح نيلى يتعاطى المخدرات وربما كانت الوطنية المصرية تسافر في أجازات طويلة بحثا عن لقمة العيش وربما ظن أنور السادات أن زرع سفارة إسرائيلية في القاهرة مثل ذرع قلب قرد في جسد إنسان.. ولكن الصورة الخارجية لمصر تختلف كثيرا عن تخطيط قلبها.. فلا تماسيح مصر ستبقى مطيعة منسلطة ولا جسد مصر سيقبل قلب قرد إسرائيلي فيه